# Campos, fábricas y talleres
Campos, fábricas y talleres es un libro escrito por el anarquista Piotr Kropotkin, posiblemente una de las obras más influyentes y positivas de la posición política anarquista. Es considerado por muchos como el centro de trabajo de su carrera como escritor. Publicado en 1898, despertó el interés de personajes como León Tolstói, entre otros.

## Trascendencia
Su inspiración ha alcanzado en los siglos XX y XXI como una visión de solución duradera hacia un modo más armonioso de vida. A menudo se ubican sus propuestas como contrarias a las ideas de Trotski, Lenin y Stalin, quienes tienden a instaurar la planificación y control centralizado. En gran medida, Kropotkin hace hincapié en la organización local, así la producción local eliminaría la necesidad del gobierno central. Kropotkin aporta la visión de desarrollar la agricultura, la vida rural y la industria ligera convirtiéndola en una perspectiva de contraste a la gran industria del pensamiento de los comunistas y socialistas.

## Desarrollo local y sostenible
Su enfoque sobre la producción local lleva a su opinión de que un país debe fabricar sus propios productos y cultivar su propia comida, haciendo innecesaria buena parte de la importación y la exportación. Con este fin abogó por el riego y el cultivo en invernaderos para aumentar la capacidad de producción local de alimentos. Así, el comercio mundial se convertiría en un intercambio de excedentes y faltantes de aquello que no puedira ser producido localmente.
El libro contiene argumentos lógicos para sus objetivos y, en general, de persuasión en lugar de ser dogmático. Se trata de 255 páginas de largo, y está estructurado como una serie de ensayos, junto con un gran número de anexos de pruebas en su apoyo. Los críticos dicen que es bastante optimista en la práctica, no obstante los problemas derivados de la industrialización centralizada e indiscriminada y la dependencia de esta de los combustibles fósiles ha mostrado la clarividencia de sus ideas y posiblemente apropiadas para el período posterior a la edad de combustibles fósiles. 
Es decir, las ideas de activación y desarrollo económico local, energías alternativas autosuficientes, descentralización política son vistos como un anticipo a una sociedad de la información y sumamente ecológica que reclaman sectores no necesariamente autodenominados anarquistas.